# Sida rigida
Sida rigida är en malvaväxtart som först beskrevs av George Don jr, och fick sitt nu gällande namn av David Nathaniel Friedrich Dietrich. Sida rigida ingår i släktet sammetsmalvor, och familjen malvaväxter. Inga underarter finns listade i Catalogue of Life.